# Gonomyia (Leiponeura) acus
Gonomyia (Leiponeura) acus is een tweevleugelige uit de familie steltmuggen (Limoniidae). De soort komt voor in het Australaziatisch gebied.